# Distrito de Balasore
Balasore (en oriya: ବାଲେଶ୍ଵର ଜିଲା) es un distrito de la India en el estado de Orissa. Código ISO: IN.OR.BW.
Comprende una superficie de 3706 km².
El centro administrativo es la ciudad de Balasore.

## Demografía
Según el censo 2011, el distrito contaba con una población total de 2 317 419 habitantes, de los cuales 1 133 048 eran mujeres y 1 184 371 varones.

## Personas destacadas
- Srídhar Suami (siglo XIV-XV), escritor religioso krisnaísta.